# CF Brăila în sezonul 2009-2010
Sezonul 2009-2010 este al 3 sezon consecutiv pentru CF Brăila în Liga a III-a. Sezonul trecut, CF Brăila a terminat pe locul 8 în Seria a II-a, iar pentru acest sezon a fost repartizată în Seria I a Ligii a III-a. Pentru acest sezon, CF Brăila are ca obiectiv promovarea în Liga secundă.

## Pre-sezon
CF Brăila a dezamăgit în sezonul 2008-2009, clasându-se pe locul 8 și astfel ratarea obiectivului impus la startul sezonului, promovarea.
În urma acestui sezon modest, conducerea clubului decide să îl înlocuiască pe Mihai Ciobanu cu Vasile Darie și astfel încep pregătirile pentru Sezonul competițional 2009-2010. Fostul internațional Gheorghe Mulțescu sprijină gruparea brăileană în construcția unei echipe care să atace promovarea în Liga a II-a, acesta fiind implicat în conducerea tehnică.

## Sezon
CF Brăila a început sezonul în deplasare la nou promovata Școala de Fotbal Rădăuți pe care a surclasat-o cu 14-0, un rezultat care a confirmat obiectivul echipei, promovarea. În etapa a doua, CF Brăila a primit vizita echipei ieșene Poli II Iași, meciul se anunța unul frumos, pe stadionul Municipal venind o mică și tânără galerie a clubului brăilean, însă scorul a fost 1-1, echipa din Brăila contestând maniera de arbitraj a centralului. În etapa a treia, CF Brăila s-a deplasat în orașul vecin, unde a întâlnit echipa Dunărea II Galați. Meciul a curs într-o singură direcție, brăilenii s-au impus cu 4-0. Etapele trei, patru și cinci, au reliefat atacul foarte bun al echipei din Brăila, în cele trei etape a înscris 12 goluri și nu a primit niciunul, jucând cu: CFR Suceava și Aerostar Bacău în etapa patru, respectiv cinci. În etapa a șasea, CF Brăila a întâlnit pe teren propriu pe CSM Pașcani, meci care s-a terminat cu victoria Brăilei, 2-0. Etapa a șaptea, dezvăluie și punctele slabe ale echipei, acestea fiind în apărare. Brăila a jucat în deplasare la Ceahlăul II Piatra Neamț, pe care a învins-o cu 2-1. În etapa a opta, CF Brăila a întâlnit satelitul rivalei din Galați, Oțelul II de care a trecut fără probleme cu 4-1 și a profitat de înfrângerea Romanului, astfel trecând pe primul loc al clasamentului. A doua zi se produce un paradox, deși a învins, Brăila a picat de pe primul loc pe locul trei, echipa din Rădăuți retrăgându-se și astfel rezultatele obținute au fost anulate. În etapa a noua, are loc derby-ul Seriei I - CF Brăila joacă pe Municipal cu Petrotub Roman. Meciul a trezit un interes major atât brăilenilor cât și celor din Roman. La fluierul de început al meciului, pe stadionul Municipal din Brăila erau 5.000 de fani gata să vadă un spectacol fotbalistic. Pe parcurcul meciului, la stadion își fac apariția din ce în ce mai mulți fani, numărul lor ajungând la 6.000. Desfășurarea meciului nu a fost una alertă, cele două echipe se studiază, niciuna nu dorește să riște, și astfel pierd un asemenea meci. Meciul se termină la egalitate 0-0, iar Petrotub rămâne în poziția de lider al clasamentului, în timp ce Brăila ocupă în continuare locul trei. În ultima etapă a turului, CF Brăila primește vizita echipei băcăuane FC Willy. CF Brăila era cotată cu prima șansă, se anunța un joc frumos din partea ambelor echipe, echipa brăileană fiind în continuare pe locul 1, în timp ce FC Willy Bacău ocupa locul 6. Fanii au venit în număr destul de mare la stadion, în tribuna a II-a fiind prezenți 200 de suporteri în timp de în tribuna I, erau 1.700. Meciul se desfășoară anost, greoi, jocul Brăilei nu merge, însă în minutul 36, Stăncioiu execută impecabil o lovitură liberă de la 22 de metri. Cu două minute înainte de pauză, Bucă înscrie pentru 2-0, astfel meciul curgea într-o singură direcție. După o pauză de 15 minute, băcăuanii încep să atace, însă apărarea Brăilei este la post, însă în minutul 90, Willy reușește să înscrie pentru 2-1. Astfel CF Brăila termină turul în fotoliul de lider, promovarea fiind tot mai aproape.

### Lot de jucători 2009-2010
Listă actualizată la data de 1 decembrie 2009
| N°        | Numele               | Data și locul nașterii       | Naționalitate | Post                               | Clubul anterior  |
| Portari   |                      |                              |               |                                    |                  |
| 1         | Cristian Mitrea      | 27 iunie 1987 Brăila         | România       | Portar                             |                  |
| 12        | Paul Ionel Botaș     | 10 februarie 1990 Brăila     | România       | Portar                             |                  |
| Fundași   |                      |                              |               |                                    |                  |
| 2         | Nelu Moldoveanu      | 10 octombrie 1985 Brăila     | România       | Fundaș dreapta                     |                  |
| 3         | Ioan Șerban          | 31 iulie 1983 Brașov         | România       | Fundaș central                     | FC Predeal       |
| 4         | Cristian Gurguiatu   | 7 octombrie 1982 Brăila      | România       | Fundaș central                     | Dunărea Călărași |
| 7         | Gabriel Bosoi        | 11 august 1987 Brăila        | România       | Fundaș dreapta                     |                  |
| 8         | Constantin Necoară   | 12 martie 1986 Brăila        | România       | Fundaș stânga                      |                  |
| 15        | Viorel Nicolae       | 29 februarie 1988 Brăila     | România       | Fundaș central                     |                  |
| 17        | Cristian Pascu       | 9 august 1988 Brăila         | România       | Fundaș central                     |                  |
| Mijlocași |                      |                              |               |                                    |                  |
| 5         | Catălin Stănciulescu | 6 septembrie 1989 Brăila     | România       | mijlocaș stânga                    | Petrolul Ianca   |
| 9         | Alin Pânzaru         | 18 ianuarie 1976 Iași        | România       | Mijlocaș dreapta                   | FC Onix          |
| 10        | Robert Stăncioiu     | 27 mai 1985 București        | România       | Mijlocaș central                   | Lotus Luceafărul |
| 15        | Emekwue Henry        |                              | Nigeria       | Mijlocaș dreapta, mijlocaș stânga  | FCM Târgoviște   |
| 20        | Viorel Gheorghe      | 26 octombrie 1990 Brăila     | România       | Mijlocaș ofensiv, mijlocaș central |                  |
| 22        | Emanuel Ndigwe       | 18 decembrie 1986            | Nigeria       | Mijlocaș ofensiv, atacant          | FCM Târgoviște   |
| 23        | Victor Olenic        | 31 octombrie 1983 Brăila     | România       | Mijlocaș defensiv                  | FC Snagov        |
| Atacanți  |                      |                              |               |                                    |                  |
| 11        | Nelu Bucă            | 12 martie 1985 București     | România       | Atacant                            | Dunărea Călărași |
| 14        | Gheoreghe Badea      | 15 septembrie 1983 București | România       | Atacant                            | Lotus Luceafărul |
| 18        | Marius Gigel Lupu    | 26 martie 1989 Brăila        | România       | Atacant                            |                  |

## Seria I

### Rezultate
| Victorii | Egaluri | Înfrângeri | Cea mai mare victorie | Cea mai mare înfrângere |

### Sezon intern
| Liga 3 | Liga 3      | Liga 3                   | Liga 3    | Liga 3 | Liga 3                                                                    | Liga 3                   | Liga 3     | Liga 3          |  |
| Etapa  | Data/Ora    | Adversar                 | Stadion   | Scor   | Marcatori                                                                 | Arbitru                  | Spectatori | Cronică         |  |
| ------ | ----------- | ------------------------ | --------- | ------ | ------------------------------------------------------------------------- | ------------------------ | ---------- | --------------- |  |
| 0      | 21.08/18:00 | Școala de Fotbal Rădăuți | deplasare | 14-0   | Bucă(5), Stăncioiu (3), Șerban (2), Iosofache (2), Pânzaru (1), Bosoi (1) | Meterciuc Petre          | 100        |                 |  |
| I      | 28.08/18:00 | Poli Iași II             | acasă     | 1-1    |                                                                           | Kiriță Adrian            | 2.000      |                 |  |
| II     | 4.09/18:00  | Dunărea Galați II        | deplasare | 4-0    |                                                                           | Căunei Viorel            | 2.000      |                 |  |
| III    | 11.09/18:00 | Rapid CFR Suceava        | acasă     | 4-0    | Badea, Panait, Bucă, Ndigwe                                               | Baboia Claudiu Gabriel   | 2.000      |                 |  |
| IV     | 18.09/18:00 | Aerostar Bacău           | deplasare | 4-0    | Necoara, Badea, Ndigwe (2)                                                | Ciobanu Vlad             | 600        |                 |  |
| V      | 25.09/18:00 | CFR Pașcani              | acasă     | 2-0    | Badea, Stăncioiu                                                          | Coman Paul Iulian        | 2.000      |                 |  |
| VI     | 2.10/15:00  | Ceahlăul II Piatra Neamț | deplasare | 2-1    | Badea, Bosoi                                                              | Kusztos Laszlo Istvan    | 300        |                 |  |
| VII    | 6.10/15:00  | Oțelul Galați II         | acasă     | 4-1    | Panait (2), Bucă (2)                                                      | Burcă Dan                | 1.500      |                 |  |
| VIII   | 09.10/15:00 | CSM Petrotub Roman       | acasă     | 0-0    |                                                                           | Căunei Viorel            | 6.000      |                 |  |
| IX     | 16.10/15:00 | CS Panciu                | deplasare | 2-1    | Gurguiatu, Stăncioiu                                                      | Neagu Ionuț Cătălin      | 300        |                 |  |
| X      | 23.10/15:00 | Cetatea Târgu Neamț      | acasă     | 2-2    | Nicoară, Bucă                                                             | Illyeș Adrian            | 1.000      |                 |  |
| XI     | 30.10/15:00 | CSM Focșani              | deplasare | 2-2    | Bucă (2)                                                                  | Dima Iulian              | 2.000      |                 |  |
| XII    | 6.11/14:00  | Pambac Bacău             | acasă     | 8-0    | Ndigwe, Bucă (3), Stăncioiu (2), Panait, Bosoi                            | Burtescu Septimiu        | 500        |                 |  |
| XIII   | 14.11/14:00 | CS Gura Humorului        | deplasare | 1-1    | Stăncioiu                                                                 | Pop Romulus Constantin   | 500        |                 |  |
| XIV    | 17.11/14:00 | FC Vaslui II             | acasă     | 7-1    | Stăncioiu (3), Șerban, Ndingwe, Pânzaru, Panait                           | Chilom Marius            | 500        |                 |  |
| XV     | 20.11/14:00 | Politehnica Galați       | deplasare | 3-0    | Bosoi, Bucă, Stăncioiu                                                    | Chivulete Andrei Florin  | 300        |                 |  |
| XVI    | 27.11/14:00 | Willy Bacău              | acasă     | 2-1    | Stăncioiu, Bucă                                                           | Baboia Claudiu Gabriel   | 2.000      | [nefuncțională] |  |
| XVII   | 5.03/14:00  | Politehnica II Iași      | deplasare | 2-0    | Iosofache, Henry                                                          | Amarandei Ciprian        | 1.000      |                 |  |
| XVIII  | 19.03/14:00 | Dunărea II Galați        | acasă     | 4-0    | Nelu Bucă (2), Daniel Cazan, Emwkwue Henry Oke                            | Andronache Iulian        | 1.000      |                 |  |
| XIX    | 27.03/15:00 | Rapid CFR Suceava        | deplasare | 2-1    | Nelu Bucă                                                                 | Hanceariuc Bogdan        | 1.000      |                 |  |
| XX     | 2.04/17:00  | Aerostar Bacău           | acasă     | 1-0    | Bosoi                                                                     | Ionașcu Laurențiu        | 2.000      |                 |  |
| XXI    | 9.04/17:00  | CSM Pașcani              | deplasare | 2-0    | Gabriel Iosofache, Nelu Bucă                                              | Rusandu Lucian           | 200        |                 |  |
| XXII   | 16.04/17:00 | Ceahlăul II Piatra Neamț | acasă     | 2-0    | Gabriel Iosofache,Emanuel Ndigwe                                          | Ene Mihai                | 1.500      |                 |  |
| XXIII  | 20.04/17:00 | Oțelul Galați II         | deplasare | 1-0    | Nelu Bucă                                                                 | Constantin Florin Marian | 500-1.000  |                 |  |
| XXIV   | 23.04/17:00 | CSM Petrotub Roman       | deplasare | 1-0    | Alin Pânzaru                                                              | Ghimbășan Florin         | 200        |                 |  |
| XXV    | 30.04/17:00 | FC Panciu                | acasă     | 6-1    | Robert Stăncioiu, Emanuel Moldoveanu, Nelu Bucă (5)                       | Vădan Mugurel            | 6.000      |                 |  |
| XXVI   | 07.05/18:00 | Cetatea Târgu Neamț      | deplasare | 0-0    |                                                                           | Pop Romulus Constantin   | 100        |                 |  |
| XXVII  | 11.05/18:00 | CSM Focșani              | acasă     | 2-1    | N'Digwe, Bosoi                                                            | Burcă Dan                | 1.000      |                 |  |
| XXVIII | 14.05/18:00 | Pambac Bacău             | deplasare | 1-0    | Stăncioiu                                                                 | Bocăneală Iuliu Marius   | 200        |                 |  |
| XXIX   | 28.05/18:00 | FC Vaslui II             | deplasare | 8-0    | Bucă, Pânzaru, Emmanuel, Moldoveanu, Iosofache, Henry(2), V. Nicolae      | Macovei Florin Aurelian  | 100        |                 |  |
| XXX    | 4.06/18:00  | Politehnica Galați       | acasă     | 2-1    | Bucă(2)                                                                   |                          | 1.000      |                 |  |
| XXXI   | 1.06/18:00  | Willy Bacău              | depasare  | 6-2    | Bucă(2), Iosofache, Cazan(2), Moldoveanu                                  | Baston Marius            | 200        |                 |  |

Clasamentul după 31 etape se prezintă astfel:
1Școala de Fotbal Rădăuți s-a retras din campionat după etapa a șaptea, toate rezultatele obținute fiindu-i anulate.

## Cupa României 2009-2010
- CF Brăila a participat încă din Turul 1 în Cupa României, iar sorții i-au adus un adversar facil, Recolta Tufești (BR), pe care a învinso cu scorul de 3-0. În Turul 2, CF Brăila a întâlnit Arrubium Măcin (TL), pe care a surclasat-o cu 8-0, astfel înregistrându-se și scorul competiției. Turul 3 al Cupei României i-a adus echipei din Brăila un adversar din orașul vecin, pe Politehnica Galați, pe care a învins-o cu scorul de 1-0.Turul 4 al Cupei României i-a adus echipei din Brăila tot un adversar din orașul vecin și anume Dunărea Galați de care din păcate nu a putut trece fiind învinsă cu 11-10 după executarea loviturilor de la 11 metri.

| I       | 3-0                 | Recolta Tufești(BR)    |
| a II-a  | 8-0                 | Arrubium Măcin(TL)     |
| a III-a | 1-0                 | Politehnica Galați(GL) |
| a IV-a  | 10-11(după penalty) | Dunărea Galați(GL)     |